# 貝里-魁大蒙校站

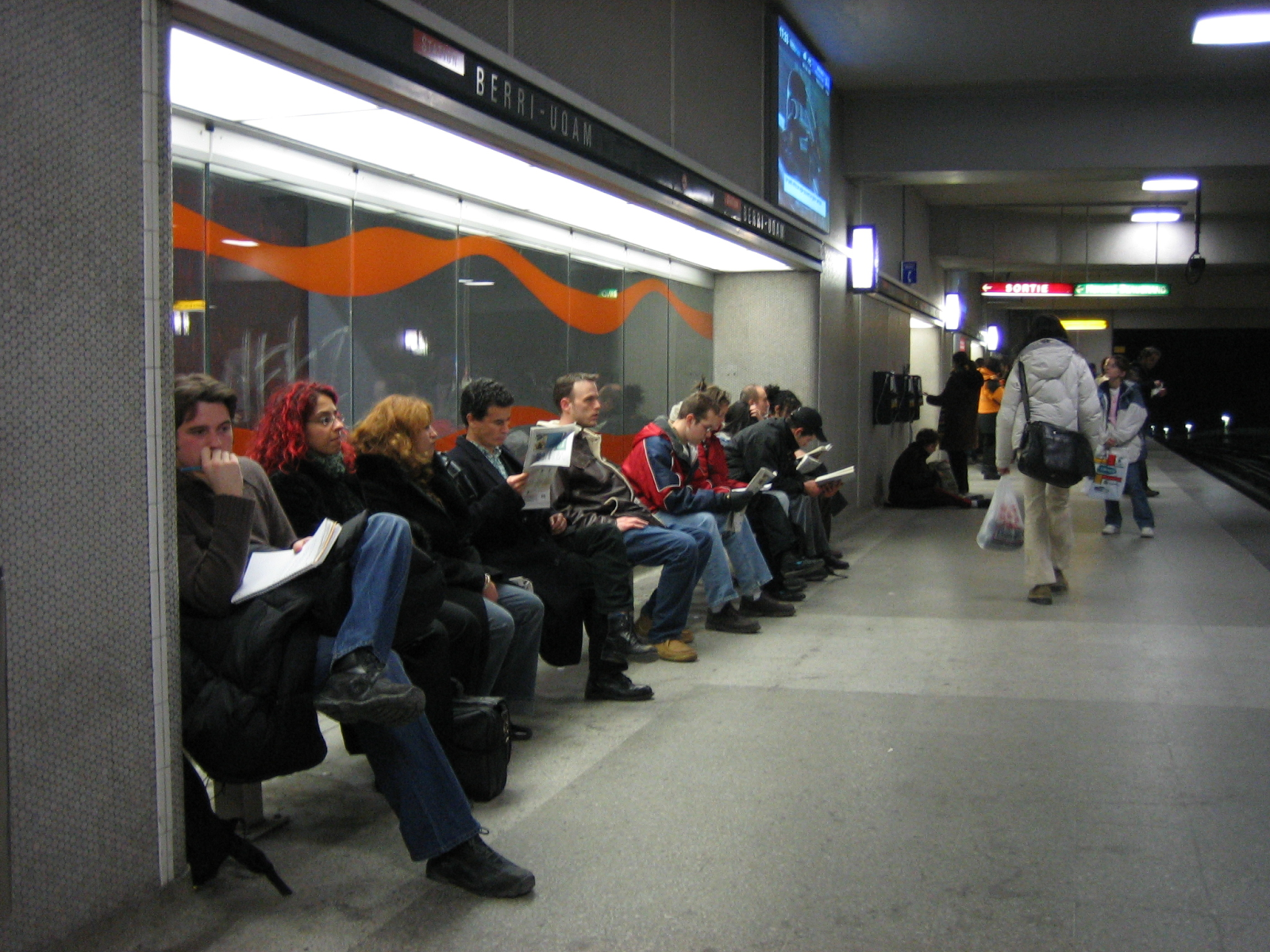
2號綫月台

貝里-魁北克大學蒙特利爾分校站（法語：Station Berri-UQAM），簡稱貝里-魁大蒙校站或貝里站（法語：Station Berri）位於加拿大魁北克省蒙特利爾市的拉丁區，是蒙特利爾地鐵的中央車站，亦為地鐵網絡中第二繁忙的車站（不計轉乘）。每年有 22 - 25 萬人次（2007年7月）。作為蒙特利爾地鐵最初的車站之一，本站在1966年10月14日開幕。1號線、2號線和4號線皆途經此站。
由於這個車站因多次改名，市民的習慣未有更改，所以普遍市民仍是用舊名稱稱呼此站－貝里蒙蒂尼站（法語：Station Berri-de-Montigny），或是更簡短一點：貝里站（法語：Station Berri）。

## 車站結構
車站主體部分以明挖回填式隧道建造方式於貝里路及德邁松內夫林蔭路交叉點地底興建。由於車站體積實在太大，故須於車站設計中加入巨型大柱以承托上方街道。
車站中央部份包含三層。上層中部為長方形閣樓大堂，四方均設有出入閘機，並設置通道延伸至各出口。大堂中間亦設有車站商店及自助服務。
從上層依樓梯往下走為2號綫月台，再往下走則為1號線月台。1號綫設有轉車通道及扶手電梯，通往離主站體約一個街區距離的4號綫月台。
車站閣樓大堂設有蒙特利爾交通局的客務中心，提供公交資訊及票務服務。
站內所有月台均為側式月台。

### 車站出口
貝里站設有 7 個出入口，出口主要連接附近建築物及購物中心。此外，貝里站連接蒙特利爾地下城，乘客可直接通過地下城穿梭市中心主要建築物、購物中心及附近各站的車站大堂。
- 聖德尼路（法语：Rue Saint-Denis (Montréal)）：位於聖德尼街1470號，近德邁松內夫林蔭路（法语：de Maisonneuve Boulevard）。
- 貝里路（法语：rue Berri）：位於貝里街1500號，近德邁松內夫林蔭路（法语：de Maisonneuve Boulevard）。
- 蒙特利爾客運總站（法语：Gare d'autocars de Montréal）：位於貝里路1621及1635號，近德邁松內夫林蔭路（法语：de Maisonneuve Boulevard）。
- 商業宮（法语：Palais du commerce）：位於貝里街1650號，近德邁松內夫林蔭路（法语：de Maisonneuve Boulevard）。
- 杜普伊斯廣場（法语：Place-Dupuis）：位於德邁松內夫林蔭路（法语：de Maisonneuve Boulevard）850號，近蒙特利爾的繁忙購物街聖凱瑟琳街。
- 魁北克大圖書館（法语：Grande Bibliothèque）：五月大道475號。
- 聖凱瑟琳街：聖凱瑟琳街東505號，近貝里路。

## 車站藝術
貝里站中有五個由不同藝術家所製作的藝術品。其中最受觸目的藝術品是由  及  製作的彩色玻璃壁畫，名為 （向蒙特利爾市的創始人致敬）。
在綠線（1號綫）的隧道上有一幅由  團體製作的藝術品，它描繪出著名歷史人物 、 及蒙特利爾的創始人 。
而在通往黃線（4號綫）總站月台的樓梯上有三幅由  的畫作，描畫出1967年蒙特利爾世界博覽會（Expo '67）的三個主題：科學、休閒與文化。它們本來是放置於該屆世博會的入口，及後被搬到本站展出。
此外，在車站中層的中央有一些被稱為 （藥丸）及 （曲棍球）的花崗岩圓板凳。他們由  及  製作，用以慶祝蒙特利爾地鐵通車。這些花崗岩圓板凳是站內很受歡迎的集合點，魁北克大學蒙特利爾分校的學生們經常在此聚集。
最新放置的藝術品位於由  設計，新設置的聖凱斯琳街出口中，是一個由  製作的  像，設計意念來自新設出口位處的 Émilie Gamelin 廣場。

## 鄰接車站
貝里站是1號綫及2號綫中途站，亦為4號綫的總站，乘客可以在上述路綫之間互相轉乘，來往蒙特利爾島上各處、聖海倫島上的尚達坡站、北部耶穌島上的拉華爾市內各站與位於聖勞倫斯河南岸的朗基爾站。另外，乘客亦可通過地下城步行往市中心內各站。
4號綫上本站與尚達坡站之間的距離是整個系統最長的，有2362.10米。

## 利用狀況

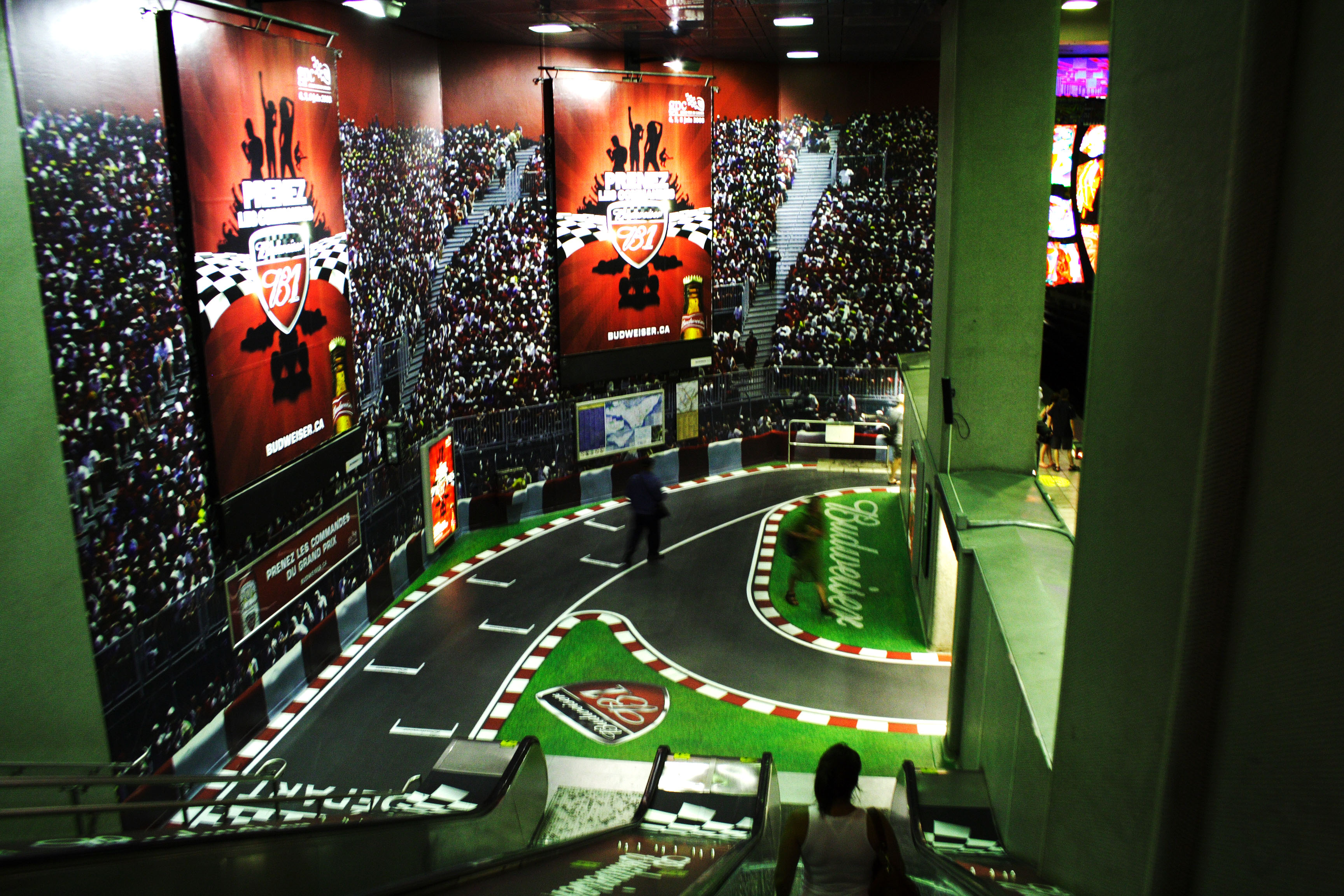
貝里站

由於貝里站位於蒙特利爾的中心區瑪利城區（法語：Ville-Marie），周邊主要為地標性建築物、辦公大樓、政府機構等，加上車站本身為三條地鐵路綫的轉車站，並連接了蒙特利爾地下城，所以本站的人流絡繹不絕，每日有大量通勤乘客使用貝里站上下車或轉綫，來往蒙特利爾市內各區、北岸及聖勞倫斯河南岸。單在2006年便錄得12,053,754人次進出貝里站的閘機（不包括轉綫人流），為全系統之冠。

## 接駁交通
貝里站附近設有多條蒙特利爾交通局巴士路綫的巴士站，供地鐵乘客轉乘接駁。此外，車站亦設有出口通往蒙特利爾客運總站。該總站設有多綫長途巴士，通往蒙特利爾特魯多國際機場、魁北克市、魁北克省與安大略省各地，甚至有前往美國的跨境直通巴士專綫。
| 路綫編號     | 路綫             | 路綫圖                                                   | 時間表                                                   |
| ------------ | ---------------- | -------------------------------------------------------- | -------------------------------------------------------- |
| 15           | 聖凱斯琳         | 法語 （页面存档备份，存于）、英語 （页面存档备份，存于） | 法語 （页面存档备份，存于）、英語 （页面存档备份，存于） |
| 30           | 聖德尼／聖休伯特 | 法語 （页面存档备份，存于）、英語 （页面存档备份，存于） | 法語 （页面存档备份，存于）、英語 （页面存档备份，存于） |
| 通宵巴士路綫 |                  |                                                          |                                                          |
| 358          | 聖凱斯琳         | 法語 （页面存档备份，存于）、英語 （页面存档备份，存于） | 法語 （页面存档备份，存于）、英語 （页面存档备份，存于） |
| 361          | 聖德尼           | 法語 （页面存档备份，存于）、英語 （页面存档备份，存于） | 法語 （页面存档备份，存于）、英語 （页面存档备份，存于） |

## 歷史
貝里蒙蒂尼站（法語：Station Berri-de-Montigny）在1966年10月14日開幕，並作為整個蒙特利爾地鐵通車儀式的地點。當時的車站名稱  是因當時貝里街（法語：rue Berri）以及第蒙蒂尼街（法語：rue de Montigny）兩街交匯而得名。貝里街是為1663年附近大地主  的法語名稱。而第蒙蒂尼街則是德邁松內夫林蔭路的本名。
為配合魁北克大學蒙特利爾分校開幕，車站易名，並改稱為現名。源於魁北克大學蒙特利爾分校法語名稱 的簡寫（UQÀM）。不過為免混淆，蒙特利爾交通局將的調音符號去掉，變成。
在2001年9月2日，一罐催淚彈在本站引爆，300個乘客需要緊急疏散。